# Ella Fitzgerald Sings Sweet Songs for Swingers
Ella Fitzgerald Sings Sweet Songs for Swingers (с англ. — «Элла Фицджеральд поёт сладкие песни для тех, кто любит свинг») — семнадцатый студийный альбом американской джазовой певицы Эллы Фицджеральд, выпущенный на лейбле Verve Records в 1959 году под студийным номером Verve MG VS-6072. Во время записи пластинки певице аккомпанировал оркестр Фрэнка Деволя.
В 2003 году Verve перевыпустила запись в формате CD под студийным номером Verve B0000762-02.

## Список композиций
| №                   | Название             | Текст песни         | Музыка              | Длительность |
| ------------------- | -------------------- | ------------------- | ------------------- | ------------ |
| 1.                  | «Sweet and Lovely»   | Гарри Тобиас        | Чарльз Дэниелс      | 3:15         |
| 2.                  | «Let’s Fall in Love» | Тэд Кохлер          | Гарольд Арлен       | 3:08         |
| 3.                  | «Makin’ Whoopee»     | Гас Кан             | Уолтер Дональдсон   | 3:47         |
| 4.                  | «That Old Feeling»   | Лью Браун           | Сэмми Фэйн          | 4:20         |
| 5.                  | «I Remember You»     | Джонни Мёрсер       | Виктор Шерцингер    | 2:26         |
| 6.                  | «Moonlight Serenade» | Митчелл Пэриш       | Гленн Миллер        | 3:03         |
| Общая длительность: | Общая длительность:  | Общая длительность: | Общая длительность: | 19:59        |

| №                   | Название                                 | Текст песни         | Музыка              | Длительность |
| ------------------- | ---------------------------------------- | ------------------- | ------------------- | ------------ |
| 7.                  | «Gone with the Wind»                     | Херб Магидсон       | Элли Врубель        | 3:04         |
| 8.                  | «Can’t We Be Friends?»                   | Джеймс Варбург      | Кей Свифт           | 3:25         |
| 9.                  | «Out of This World»                      | Джонни Мёрсер       | Гарольд Арлен       | 4:37         |
| 10.                 | «My Old Flame»                           | Сэм Кослоу          | Артур Джонстон      | 3:06         |
| 11.                 | «East of the Sun (And West of the Moon)» | Брукс Боумен        | Брукс Боумен        | 3:48         |
| 12.                 | «Lullaby of Broadway»                    | Эл Дубин            | Гарри Уоррен        | 2:26         |
| Общая длительность: | Общая длительность:                      | Общая длительность: | Общая длительность: | 20:26        |

## Участники записи
- Элла Фицджеральд — вокал.
- Гарри Эдисон — труба.
- Фрэнк Деволь — аранжировка, дирижирование.